# Miréia Anieva
Miréia Anieva (Mireya González) (Xalapa, Veracruz, 1988) es una poeta y ensayista mexicana. Estudió Antropología social en la Universidad Veracruzana. Ha publicado en antologías y revistas como Punto de Partida, eSpiral y Periódico de Poesía. También se ha desempeñado como reportera y editora en diversos medios nacionales como Más por más y en la Revista Vice México.
Ha participado en eventos culturales como el XIV Encuentro Nacional de Escritores Tierra Adentro del Consejo Nacional para la Cultura y las Artes realizado en Colima en 2014, donde participó en la mesa Post-Poesía (pre-textos / post-textos) junto con otros poetas. También ha publicado poesía y minificción en revistas de México y Argentina. Fue considerada por Magali Velasco Vargas como una de las nuevas voces femeninas latinoamericanas.
Junto con Gerson Barona, ha realizado una revista para la difusión de formas de literatura breve, basadas en la red social Twitter, donde escribe algunas de sus creaciones bajo el nombre de @ciervovulnerado.
Desde marzo de 2016 forma parte del colectivo Morras.

## Obra

### Algunas publicaciones
- Antología Los niños sienten, los niños escriben (sept de 1997).
- Punto en Línea de la UNAM[7]
- 18 Escritores Veracruzanos de Punto de Partida[8]
- Poemario de Tierra adentro[9]